# Udari, Kankuro! (Naruto epizoda)
Udari, Kankuro! je epizoda animea Naruto Shippuden. Ovo je 7. epizoda 1. sezone.

## Radnja
Deidara se upućuje prema izlazu iz sela, ostavljajući sve seljane prestravljenima Gaarinim porazom. Kankuro se također upućuje prema izlazu s namjerom da vrati Gaaru natrag, no ninje sela ga pokušavaju nagovoriti da pričeka pojačanje. Umjesto toga, Kankuro uzima skupinu dostupnih ninja sa sobom u potragu, jednom zapovijedi da pošalje obavijest i poziv upomoć selu Konohagakure, a ostale šalje da pričekaju pojačanje.
Kankuro se iznenadio kada je član Akatsukija sletio na ulazu u selo te se začudio što ga nitko od straže ondje nije primijetio niti napao. Kada je došao sa skupinom ninja u jedini prolaz/ulaz koji vodi u njihovo selo, shavtio je da ANBU koji je ondje stražario, ubijen. Jedan se preživjeli sražar pomaknuo i time izazvao lančanu reakciju u kamenitom prolazu radi eksplozivne cedulje na svojem tijelu, zbog čega se kaqmenje odronulo i Kankurovu grupu. 
Nedugo zatim stiže skupina ninja kao podrška i zaprepasti se odronom kamenja. Kankuro se, uz pomoć prizvane lutke, izvuče iz hrpe napadalih kamenja zajedno s dvojicom ostalih ninja. Zatim zapovijedi skupini za podršku da oslobode ostale ninje iz odrona te sam odlazi u potragu za članovima Akatsukija. Ispostavilo se da to neće biti lako jer su Sasori i Deidara pobrinuli da ih nitko ne nađe, ostavljajući više tragova stopala u različitim smjerovima iza sebe. Iako Kankuro na početku nije znao kako dalje, uskoro shvati kako Gaari otpada njegov specijalni pijesak, koji štiti njegovo tijelo, na pustinjski te da bi se po njemu mogao pratiti pravi trag stopala Akatsukija. 
Sasori, hodajući s Deidarom i njegovom glinenom pticom koja drži onesviještenog Gaaru, blago se iznenadio primijetivši da ih je netko mogao slijediti sve dovde. Iza njih se pojavi Kankuro i zatražio da mu vrate Gaaru. Umjesto toga, Deidara uzjaše svoju glinenu pticu, a Sasori mu kaže kako će ga uskoro stići, čim se pobrine o Kankuru. Kankuro na to pozove tri lutke: Karasua, Sanshouoa i Kuroarija. Jednu od njih pošalje da zaustavi Deidaru, no zahvati je rep lutke koji je izašao ispod Sasorijevog plašta. Kankuro se iznenadi, a Sasori naglasi kako ne voli čekati ljude ili činiti da ljudi čekaju njega.
Za to vrijeme, Tim Kakashi je spreman na svoju prvu zajedničku misiju nakon mnogo vremena te odlazi Tsunadi po izvješće o njoj. Na putu prema onamo Kakashi ugleda orla pismonošu koji je poslan iz Sunagakurea te se veoma iznenadi njegovom prisutnošću.